# Mousse à mémoire de forme
Pour les articles homonymes, voir Mémoire de forme.

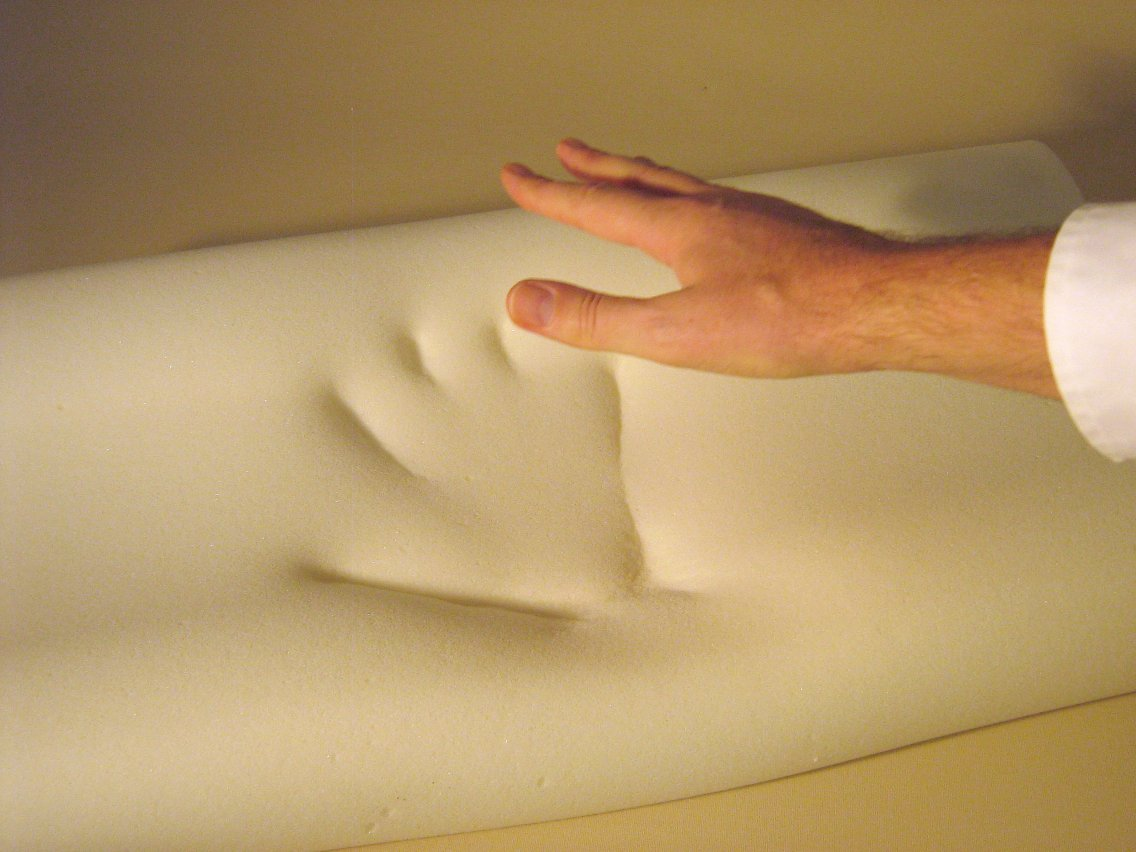
Mousse à mémoire de forme

La mousse à mémoire de forme est un composé chimique à base de polyuréthane. Elle est mélangée à d'autres composés qui en augmentent la densité et la viscosité. La mousse à mémoire de forme a un comportement viscoélastique.
La mousse à mémoire de forme peut être utilisée pour la fabrication de matelas ou de coussins.
La mousse à mémoire de forme se compose principalement de polyuréthane ainsi que de produits chimiques supplémentaires augmentant sa viscosité et sa densité. Elle est souvent appelée mousse de polyuréthane viscoélastique ou mousse de polyuréthane à faible résilience. Les bulles de mousse ou « cellules » sont ouvertes, créant effectivement une matrice à travers laquelle l'air peut se déplacer. La mousse à mémoire de haute densité se ramollit en réaction à la chaleur corporelle, lui permettant de se mouler à un corps chaud en quelques minutes. Les mousses plus récentes peuvent retrouver leur forme d'origine plus rapidement. 

## Histoire
La mousse mémoire a été développée en 1966 en vertu d'un contrat par la NASA de Ames Research Center pour améliorer la sécurité des coussins d'avion. A cette époque, les chercheurs américains avaient pour but de mettre au point un matériau limitant les points de pression subis par les astronautes sur leurs sièges lors des phases de décollage. 
La mousse à mémoire de forme sensible à la température était initialement appelée "mousse à ressort lent". Créée en introduisant du gaz dans une matrice polymère, la mousse a une structure solide à cellules ouvertes qui correspond à la pression contre elle, mais revient lentement à sa forme d'origine.
La commercialisation ultérieure de la mousse comprenait l'utilisation à la fois de l'équipement médical tel que les tapis de table à rayons X et de l'équipement de sport comme les doublures de casque de football américain / canadien.
Cette technologie a ensuite été adoptée plus largement par le domaine médical pour apporter du confort aux patients alités avant d’être démocratisée pour le grand public.

## Matelas en mousse à mémoire de forme
Les matelas à mémoire de forme sont composés d’une mousse viscoélastique thermosensible. Cette mousse placée à la surface du matelas réagit à la chaleur du corps. Elle est ferme au premier contact, puis s’assouplit progressivement sous le poids du corps et sous l’effet de la chaleur. On parle de “mémoire de forme” car la surface d’un bon matelas à mémoire de forme reprend sa forme initiale lorsqu'on effectue un mouvement. 
La mousse viscoélastique s’adapte à la morphologie du dormeur pour épouser les contours du corps : ainsi, les muscles se relâchent et le matelas à mémoire de forme permet une répartition homogène des zones de pression. Avec leurs caractéristiques hypoallergéniques les matelas à mémoire de forme conviennent également bien aux personnes souffrant d’allergies[réf. nécessaire].
Les matelas à mémoire de forme en gel (tout comme les matelas à air à pression alternée) permettent plus d’éviter les escarres que les matelas conventionnels.